# Parabunothorax
Parabunothorax is een kevergeslacht uit de familie van de boktorren (Cerambycidae). De wetenschappelijke naam van het geslacht werd voor het eerst geldig gepubliceerd in 1991 door Pu.

## Soorten
Parabunothorax is monotypisch en omvat slechts de volgende soort:
- Parabunothorax rubripennis Pu, 1991